# الدوري السلوفيني لكرة القدم 1923–24
الدوري السلوفيني لكرة القدم 1923–24 هو موسم من الدوري السلوفيني لكرة القدم ‏. فاز فيه ND Ilirija 1911 ‏.